# Полынь понтийская
Полы́нь понти́йская (лат. Artemísia póntica) — вид травянистых растений из рода Полынь семейства Астровые.

## Название
Другие названия: Полынь александрийская, Римская полынь, Полынь степная трава, Стародубъ, Полынь римская, Полынь черноморская, Полынь узколистая.

## Распространение
Распространена в Средней и Южной Европе.

## Ботаническое описание

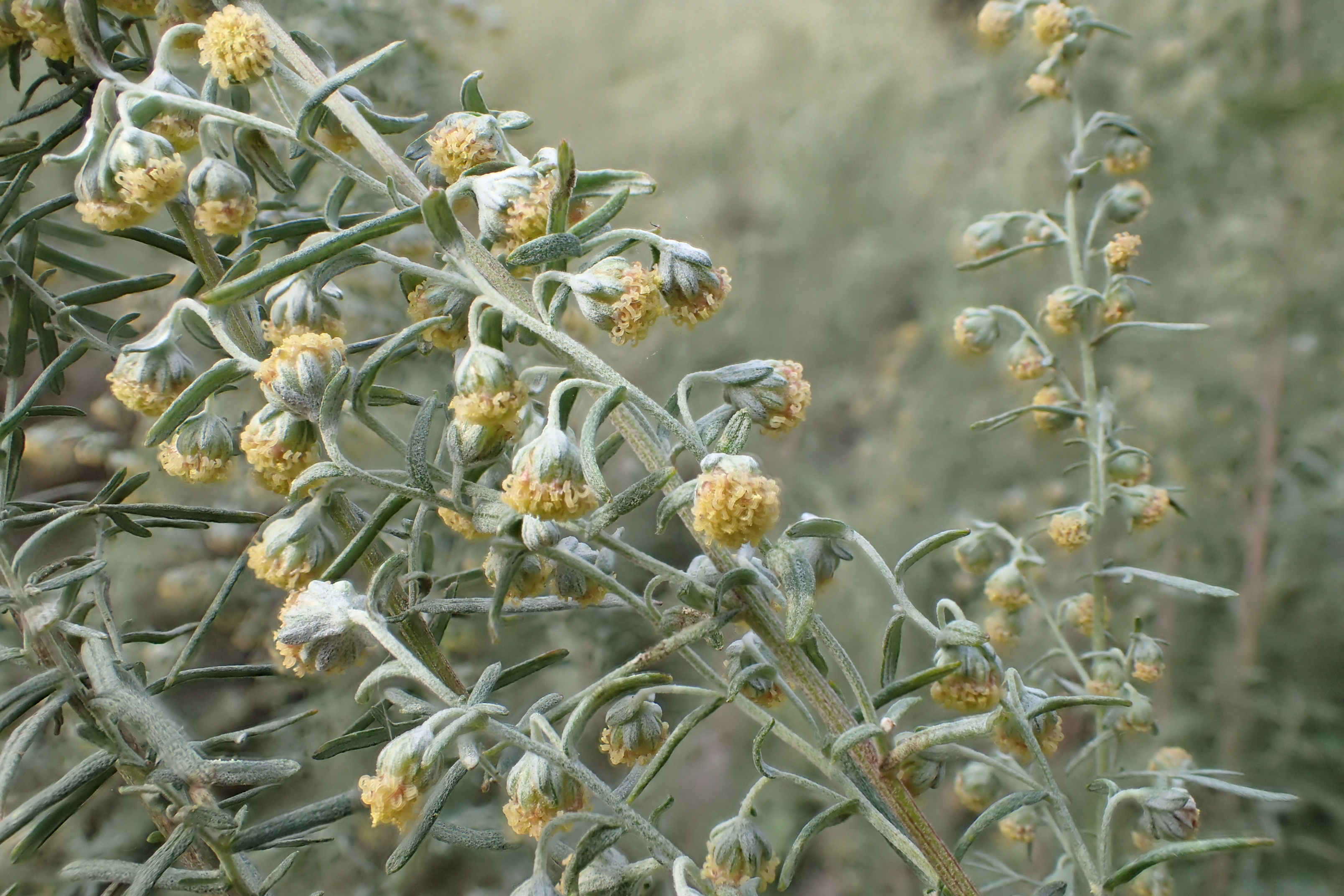
Соцветия и листья

Многолетнее травянистое растение с прямым гибким стеблем.
Листья перисто-рассечённые, сверху тёмно-зелёные и гладкие, снизу серо-зелёные, тонкопушистые.
Желтоватые цветки собраны в длинные кисти.

## Значение и применение
В Западной Европе с XVI века в небольшом количестве возделывается как ароматическое растение для различных спиртных напитков.
Растение используется в кулинарии.
Корень весьма употребителен от хронических нервных болезней, причиняемых глистами, при падучей болезни и при расстройстве отправлений женского организма.
Выращивается в качестве декоративного растения в садах.

## Таксономия
Artemisia pontica L., Species Plantarum 2: 847. 1753.

### Синонимы
- Absinthium tenuifolium Gaterau, nom. illeg.
- Artemisia altaica Desf.
- Artemisia balsamita Willd. ex Schltr.
- Artemisia pallida Salisb., nom. illeg.
- Artemisia tenuifolia Moench, nom. illeg.